# Ричардсон, Кейлин
Кейлин Ричардсон (англ. Kaylin Richardson, род. 28 сентября 1984 года, Миннеаполис) — бывшая американская горнолыжница, участница двух Олимпийских игр. Лучших результатов добивалась в слаломе и комбинации.
В Кубке мира Ричардсон дебютировала в 2003 году, в январе 2007 года единственный раз в карьере попала в десятку лучших на этапе Кубка мира, в слаломе. Кроме этого имеет на своём счету 16 попаданий в тридцатку лучших на этапах Кубка мира. Лучшим достижением Ричардсон в общем итоговом зачёте Кубка мира, является 46-е место в сезоне 2006-07.
На Олимпиаде-2006 в Турине, заняла 17-е место в комбинации.
На Олимпиаде-2010 в Ванкувере, вновь стала 17-й в комбинации.
За свою карьеру принимала участие в одном чемпионате мира, на чемпионате мира — 2007 стала 12-й в комбинации и 23-й в слаломе.
По окончании сезона 2009-10 Кейлин Ричардсон объявила о завершении спортивной карьеры.
Использовала лыжи производства фирмы Voelkl.